# Bystra pallidimaculata
Bystra pallidimaculata är en stekelart som först beskrevs av Cameron 1903.  Bystra pallidimaculata ingår i släktet Bystra och familjen brokparasitsteklar. Inga underarter finns listade.